# Tapeigaster paramonovi
Tapeigaster paramonovi är en tvåvingeart som beskrevs av Mcalpine och Kent 1982. Tapeigaster paramonovi ingår i släktet Tapeigaster och familjen myllflugor. Inga underarter finns listade i Catalogue of Life.